# Cadillac Gage Ranger
Der Cadillac Gage Ranger (Peacekeeper) ist ein leicht gepanzerter Allrad-Panzerwagen der von Cadillac Gage hergestellt wurde.

## Geschichte
1977 definierte die US Air Force ihre Anforderungen für ein leicht gepanzertes Fahrzeug. Dies sollte vor allem kostengünstig sein, bei einer guten Geschwindigkeit und bedingten Geländegängigkeit. Das Fahrzeug sollte zum Schutz von Flugplätzen und Patrouillenfahrten dienen. Bis April 1978 reichten mehrere Hersteller ihre Projekte ein. Im Oktober 1978 waren drei Firmen, welche die Vorgaben erfüllten, übrig. Dies waren Cadillac Gage, die Oshkosh Truck Corporation und die Vehicle Systems Development Corporation. Im März 1979 wurde Cadillac Gage endgültig ausgewählt und die Firma erhielt im Juni 1979 den ersten Auftrag über vier Millionen Dollar.
Der erste Peacekeeper wurde im April 1980 an die US Air Force ausgeliefert. Anfang 1981 wurden 540 Fahrzeuge sowohl von der Air Force als auch von der US Navy bestellt. Bis 1984 wurden über 700 Fahrzeuge ausgeliefert. Insgesamt wurden 1300 Fahrzeuge gebaut. Der Peacekeeper wurde mittlerweile in den Streitkräften durch High Mobility Multipurpose Wheeled Vehicle (Humvee) ersetzt.

## Einsatzgebiete
Der Peacekeeper wurde vor allem zum Schutz von Liegenschaften und zur Nahbereichspatrouille von der US Air Force und der US Navy eingesetzt. Einige Fahrzeuge wurden den amerikanischen Polizeibehörden weitergegeben. Vor allem SWAT-Einheiten nutzen es. Die US Army nutzte es auch für internationale Einsätz, wie z. B. 1996 in Bosnien bei der IFOR. Mehrere Länder nutzen den Peasekeeper für ihre Sicherheitskräfte. Darunter sind u. a. Luxemburg, Indonesien oder Thailand.

## Versionen
- Cadillac Gage Ranger, Firmenbezeichnung
- Peacekeeper, auf Basis des Dodge 200
- Peacekeeper II, auf Basis des Ford F-350, geplant, aber nicht produziert

## Nutzerstaaten (Auswahl)
- Vereinigte Staaten
- Luxemburg
- Indonesien
- Philippinen